# پلزو
شهر پلزو (به فرانسوی: Palaiseau) در شهرستان اسون در ناحیه ایل-دو-فرانس با جمعیت ۳۰٬۳۳۹ نفر در کشور فرانسه واقع شده است